# Club athlétique mayennais tennis de table
 (mars 2017).
Si vous disposez d'ouvrages ou d'articles de référence ou si vous connaissez des sites web de qualité traitant du thème abordé ici, merci de compléter l'article en donnant les références utiles à sa vérifiabilité et en les liant à la section « Notes et références ».
Le Club athlétique mayennais tennis de table (CAMTT) est un club de tennis de table.

## Historique
La section a vu le jour en 1949 et n'a atteint les championnats nationaux qu'en 1998. L'équipe féminine est championne de France de Nationale 1 en 2011 et atteint pour la première fois de son histoire le championnat professionnel avec la Pro B. Dans les années 2000, le club a vu plusieurs de ses joueurs et joueuses finir champions de France dans les catégories benjamines et juniors. En 2011, Laura Gasnier et Anaïs Levêque conservent leur titre de championnes de France du double féminin acquis la saison précédente.

## Effectif pro 2010-2011
- Laura Gasnier (N°78)
- Stéphanie Leloup (N°90 et Capitaine)
- Anaïs Levêque (N°100)
- Eva Andorin (N°134)

## Palmarès
- Vainqueur du Challenge National Bernard Jeu en 2004 et 2005
- Championnes de France de Nationale 1 en 2011
- Première saison en Pro B en 2012

## Bilan par saison
| Saison    | Championnat | Cl. | Pts | J  | V | N | D  | Pp | Pc | Diff |
| --------- | ----------- | --- | --- | -- | - | - | -- | -- | -- | ---- |
| 2014-2015 | PRO A       | 8e  | 29  | 18 | 4 | 3 | 11 | 32 | 59 | -27  |
| 2013-2014 | PRO B       | 2e  | 34  | 14 | 9 | 2 | 3  | 45 | 26 | +19  |
| 2012-2013 | PRO B       | 7e  | 32  | 18 | 6 | 2 | 10 | 42 | 54 | -12  |
| 2011-2012 | PRO B       | 8e  | 28  | 18 | 3 | 4 | 11 | 31 | 61 | -30  |